# Bill Huizenga

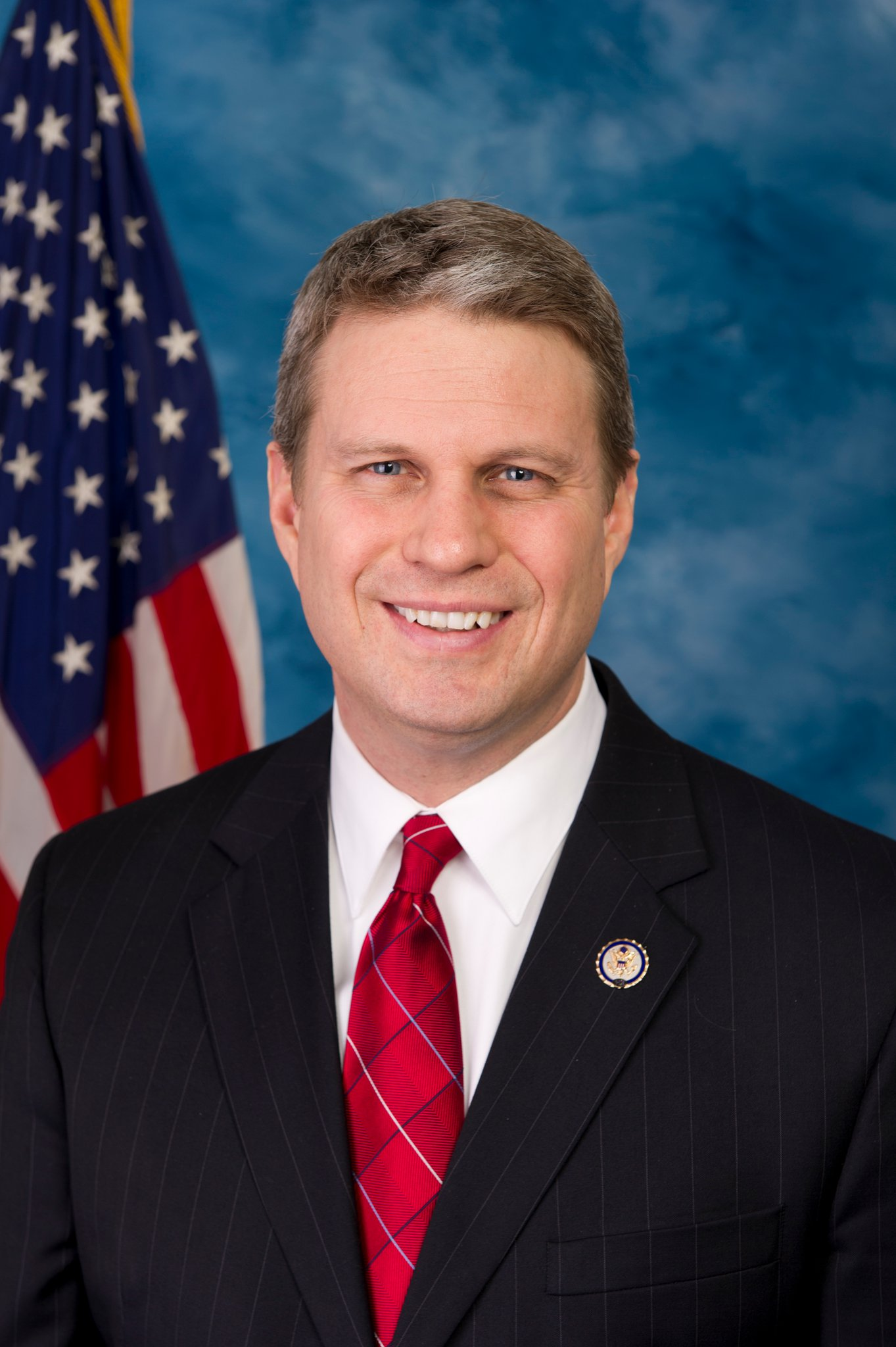
Bill Huizenga (2011)

William „Bill“ Patrick Huizenga (* 31. Januar 1969 in Zeeland, Ottawa County, Michigan) ist ein US-amerikanischer Politiker der Republikanischen Partei. Seit 2011 vertritt er den Bundesstaat Michigan im US-Repräsentantenhaus.

## Leben
Bill Huizenga besuchte bis 1987 die Holland Christian High School und studierte danach bis 1991 am Calvin College in Grand Rapids. Danach arbeitete er bis 1996 in der Immobilienbranche. Zwischen 1996 und 2002 war er im Stab des Kongressabgeordneten Pete Hoekstra tätig. Wie dieser ist auch Huizenga Mitglied der Republikanischen Partei.
Bill Huizenga hat mit seiner Frau Natalie fünf Kinder und lebt privat in seinem Geburtsort Zeeland. Er ist Miteigentümer der in Jenison ansässigen Firma Huizenga Gravel Company.

## Politik
Zwischen 2003 und 2008 saß Huizenga als Abgeordneter im Repräsentantenhaus von Michigan. Bei den Kongresswahlen des Jahres 2010 wurde er im zweiten Wahlbezirk von Michigan in das US-Repräsentantenhaus in Washington, D.C. gewählt, wo er am 3. Januar 2011 die Nachfolge von Hoekstra antrat. Dieser hatte nicht mehr kandidiert, weil er sich – letztlich erfolglos – um die Nominierung seiner Partei für die Gouverneurswahlen in Michigan bemüht hatte, die stattdessen an Rick Snyder ging. Huizenga setzte sich in der Primary seiner Partei gegen Staatssenator Jay Riemersma und später bei der eigentlichen Wahl mit 64 Prozent der Stimmen gegen den Demokraten Fred Johnson durch. Nach bisher sieben Wiederwahlen in den Jahren 2012 bis 2024 kann er sein Amt bis heute ausüben. Seine neue Legislaturperiode im Repräsentantenhaus des 119. Kongresses läuft bis zum 3. Januar 2027. 
Im Kongress ist bzw. war er Mitglied im Finanzausschuss sowie in drei von dessen Unterausschüssen.